# TeleBilbao
TeleBilbao es una emisora de televisión local de Vizcaya que surgió en 1992, convirtiéndose pronto en líder de audiencia entre las televisiones locales de Euskadi.
Este canal forma parte de Local Media. Además, pertenece al Grupo de Comunicación Nervión. A este mismo grupo pertenecen TeleDonosti, TeleVitoria, Radio Nervión, Radio Gorbea, Radio Donosti y Altamira FM Radio Rabel 24 Horas.  
Altamira FM Radio Rabel 24 Horas emite en FM Cantabria en todas las frecuencias de la desaparecida Onda Cantabria y en internet a través de la web: Altamira FM Radio Rabel 24 Horas 1 y Altamira FM Radio Rabel 24 Horas 2.
A día de hoy, TeleBilbao cuenta con distintos programas en su programación, entre ellos La Kapital, Bilbosport, Diario Local, Local Musical, Informatic.com, Sobre ruedas, Dos butacas, Meridiano 0 o Revista semanal.
TeleBilbao se emite en TDT y por cable a través de Euskaltel.

## Historia
TeleBilbao surgió en 1992, convirtiéndose pronto en líder de audiencia entre las televisiones locales de Euskadi. Este canal fue la primera televisión local de Vizcaya.
En noviembre de 2017, TeleBilbao fue nombrado "Ilustre de Bilbao", por el Ayuntamiento de Bilbao, por su equipo humano y profesional.

## Descripción de contenidos
TeleBilbao cuenta con distintos programas en su programación:
- La Kapital: Joseba Solozabal dirige este espacio de crónica social y política.  Entrevistas, reportajes, tertulias, todo lo que se cuece en la noche bilbaína,...
- Bilbosport: la actualidad del Athletic y de sus protagonistas. Entrevistas en directo, los goles y partidos de la jornada. Un espacio presentado por Eduardo Velasco.
- Diario Local: Informativo local con toda actualidad de la jornada en el Área Metropolitana de Bilbao. Presentado por Irene Díaz.
- Local Musical: Ibai Sánchez  conduce cada semana  este espacio musical de entrevistas, directos, curiosidades, noticias….
- Informatic.com: Cada semana la actualidad del mundo informático y tecnológico. Analizan a fondo lo último en videojuegos. Presentado por Javier Argote.
- Sobre Ruedas: Actualidad del mundo del motor.  Análisis de los mejores y últimos modelos, y noticias deportivas. Presentado por Dani Montero.
- Dos butacas: Sergio Ovejero presenta nuestra revista cinematográfica semanal, todos los estrenos, tráileres, entrevistas a los actores…
- Meridiano 0: Mari Cruz Puerto dirige este espacio semanal de turismo. Recorre los mejores destinos del mundo.
- Revista semanal: Maria Jesús García dirige este magazine de actualidad que repasa cada semana derecho, belleza, moda,…
- Bai Horixe.
- Txiki Txupi.
- La tribuna.
- Parada y fonda.
- Cazaventuras.
- Cocina familiar.
- A nuestro alrededor.
- La cueva del orco.
- Raíces.
- La Visita, programa de entrevistas conducido por Jabi Calle.
- El Rincón de Carlos, programa sobre viajes, turismo y aventura. Dirigido y presentado por Carlos Fernández Tabernero.
- Diferentes contenidos distribuidos por Grupo Cadena Media.
- Muchos de estos contenidos también se emite en: TeleDonosti, TeleVitoria.

## Estructura y difusión
El director general del Grupo es Eduardo Velasco Zulueta. Su directora es Begoña Olaetxea Amor. Su Director de producción es Javier Orroño Sobredo. Su Jefa de Informativo es Irene Díaz Abellán.
TeleBilbao es un canal totalmente gratuito. Se puede acceder a él mediante la TDT en Vizcaya y a través del cable de Euskaltel en todo el País Vasco. 
En el año 2018, TeleBilbao tuvo una audiencia de 341.829 personas y un share de 2,6% en Vizcaya.